# Komedyja Justyna i Konstancyjej
Komedyja Justyna i Konstancyjej brata z siostrą, jako im Ociec nauke po sobie zostawiał dając miejsce napirwej uczciwej Starości i jej mistrzyni Mądrości... – moralitet Marcina Bielskiego wydany Krakowie w 1557 przez Macieja Wirzbiętę.
Komedyja przedstawia walkę cnót i występków. Głównymi bohaterami utworu są Ojciec oraz jego dzieci: Justyn i Konstancyja. Ojciec przekazuje im doświadczenia życiowe, ale to same dzieci decydują, co wybrać. Niektóre z postaw są cechowane dodatnio (Nadzieja) lub ujemnie (Pomsta), jednak wybór innych nie jest oczywisty. W utworze występuje 35 postaci, zarówno postaci ludzkich (Ociec, Wdowa, Stara Pani, Panna Służebna), jak i personifikacji (Starość, Młodość, Pokora, Pomsta).
Dzieło pisane jest sylabowcem z pełnymi i dokładnymi na ogół rymami żeńskimi. Stosowany jest ośmiozgłoskowiec, dziesięciozgłoskowiec i trzynastozgłoskowiec, a poszczególne typy wiersza przyporządkowane są różnym bohaterom. Utwór uznawany jest, obok Kupca Mikołaja Reja, za najważniejszy polski moralitet doby renesansu.